# Five Nights at Freddy's 4
Five Nights At Freddy's 4 je nezávislá hororová hra, kterou vytvořil Scott Cawthon stejně jako předešlé díly ze série Five Nights at Freddy's. Byla vydána pro tyto platformy: Microsoft Windows 23. července 2015, Android 25. července 2015, pro iOS 3. srpna 2015, pro Nintendo Switch, PlayStation 4 a Xbox One 29. listopadu 2019.
Co se obecného hodnocení týče, pak je hra spíše kritizována za svoji jednoduchost a nezáživnost. Hra se odehrává ve snu malého kluka Evana Aftona (syna Williama Aftona).

## Děj hry
Hráč hraje za dítě jménem Evan, též známého jako Crying child (brečící dítě), které se stalo obětí „The Bite of '83“.
Hlava Evana byla jeho bratrem Michaelem a jeho přáteli, kteří ho šikanovali, nacpána do úst Fredbeara, který následně zkousnul. Zbytek svého života se ocitá v nočních můrách, které se odehrávají v jeho domě.

## Hratelnost
Podobně jako v předchozích dílech je nutné kontrolovat pravou a levou stranu své místnosti (v tomto případě pokoje), ale jsou tu přidány postel a skříň bez možnosti kamerového systému. Důležitou část herní mechaniky představují zvuky.

### Dveře
Hráč musí odbíhat k jednotlivým dveřím a pokud uslyší dýchání jakéhokoliv animatronika musí zavřít dveře. Pokud hráč nic neuslyší, teprve potom může použít baterku. Animatronici jsou někdy na okamžik vidět na konci chodby, když se před světlem schovávají za roh. Pokud hráč vidí animatronika před dveřmi, musí je zavřít. Dveře je bezpečné otevřít, poté co hráč uslyší odcházející kroky.

### Postel
Důležité je kontrolovat postel za hráčem, kde se jako časovač postupně objevují Nightmare Freddles (3 menší verze Nightmare Freddyho) a pokud je hráč nestihne včas odehnat baterkou, objeví se Nightmare Freddy a zabije hráčovu postavu. V pozdějších nocích se pak na posteli objevují i hlavy Nightmare Fredbeara nebo Nightmara.

### Skříň
Ve skříni se od druhé noci objevuje Nightmare Foxy a při halloweenském updatu také Nightmare Mangle. Je nutné skříň držet zavřenou tak dlouho, dokud se z Foxyho nebo z Mangle nestane plyšová hračka.
Opět se tu může v páté a šesté noci a v Nightmare módu objevit hlava Nightmare Fredbeara a Nightmara jako na posteli.

## Postavy

### Nightmare animatronici
Nightmare animatronici jsou podobní svým předchůdcům z předešlých dílů, ale jsou podstatně strašidelnější a 'více zohavení' než dříve.

#### Nightmare Bonnie
Modrofialový (v této hře získal o něco modřejší nádech) králík jako v předešlých hrách. Jeho kostým, stejně jako u většiny ostatních Nightmare animatroniků je potrhaný. Styl útoku je podobný stylu z prvního dílu-útočí levými dveřmi. Je mužského pohlaví.

#### Nightmare Chica
Její model je převzat z FNaF 2 (Withered Chica). Komunita Five Nights At Freddy's spekulovala, že Nightmare Chica má tzv. Springlock (mód který umožňuje člověku vlézt do kostýmů), ale tuto teorii vyvrátil fakt že Nightmare Chica má velmi velkou čelist a váha této čelisti by mohla poškodit kostru člověka nacházejícího se uvnitř. Má představovat žluté kuře (stejně jako v předešlých hrách), ale má mnohem větší čelisti. Pokud nezaútočí rovnou ze dveří, Chica nechodí do hráčova pokoje, ale posílá za hráčovou postavou svůj cupcake s ostrými zuby a svítícíma očima, který většinou nosí v ruce. Je ženského pohlaví. Objevuje se za pravými dveřmi.

#### Nightmare Freddy
Má při sobě tři své zmenšené verze, které se postupně objevují na posteli. Freddy, pokud hráč nehlídá jeho zmenšeniny, může na něj zaútočit ze dvou směrů. Z postele, když se na ní hráč po dlouhé době otočí, nebo pokud uběhne velmi dlouhá doba, zaútočí Freddy zepředu. Je mužského pohlaví.

#### Nightmare Foxy
Na vrchní čelisti mu chybí kus kostýmu a je vidět železný základ čumáku. Do jeho tlamy byl přidán jazyk, který byl po nějaké době odstraněn, protože podle vývojáře byl prý Foxy s jazykem málo strašidelný. Foxyho s jazykem ale lze pořád vidět v hlavním menu. Jako jeden z mála animatroniků se objevuje ve skříni. Jeho útok nezpůsobí smrt. Je mužského pohlaví.

#### Nightmare Mangle
Na vrchní čelisti ji chybí kus kostýmu. Jako jeden z mála animatroniků se objevuje ve skříni. Patří k hallowenskému updatu. Stejně jako u Foxyho její/ho útok nezpůsobí smrt. Ve hře Ultimate Custom Night je považovaná za muže.

#### Nightmare Fredbear
Je podobný Golden Freddymu, jenže má mnohem větší hlavu a čelisti a má celkově silnější postavu. Má zlatooranžovou barvu a nosí fialový cylindr a motýlek (u Golden Freddyho jsou tyto prvky černé). Objevuje se v páté noci jako jediný útočící animatronik a od čtyř ráno v šesté noci. Na rozdíl od Chicy a Bonnieho hráč nepotřebuje slyšet jeho dech, aby stihl včas zavřít dveře a může rovnou posvítit do chodby. Pokud hráč uvidí Fredbeara u dveří, musí je zavřít. Když se Fredbear směje, mění svou pozici z chodby do skříně nebo na postel. Je mužského pohlaví.

#### Nightmare
Je černá verze Fredbeara se žlutým cylindrem a motýlkem. Jeho kostým lze prosvítit baterkou, jeho endoskeleton však ne-baterka na něj funguje jako    "rentgen". Jeho endoskeleton lze vidět i bez baterky, ale pouze pokud stojí u dveří. Jeho jumpscare vypadá tak, že se hráči na obrazovce objeví jeho obličej a ozve se jiný ‚řev‘ než u ostatních animatroniků. Je možné že jeho jumpscare restartuje hru. Objevuje se pouze od čtyř ráno v Nightmare módu (7. noci) a mechanika je stejná jako u Nightmare Fredbeara. Je mužského pohlaví.
Nightmare i N. Fredbear mají na břiše druhou zubatou tlamu, protože kluk, za kterého hráč hraje viděl Circus Baby, (animatronik z FNaF 5: Sister Location) jak břichem snědla jeho sestru (Elizabeth Aftonová).

#### Nightmarionne
Je převzat z původní FNaF 2, objevuje se většinou ve skříni a u postele. Je ženského pohlaví  Objevuje se také na posteli a má stejný styl jumpscaru jako Nightmare. Patří k hallowenskému updatu. Lze si zvolit speciální noc, kde útočí jen ona a velmi aktivně. Je hubená a má na každé ruce tři dlouhé drápy a má viditelná žebra jako jediná ze všech svých typů z předešlých her.

#### Plushtrap
Je 'plyšová‘ a zohavená verze Springtrapa z FNaF 3. Neobjevuje se v samotném průběhu noci, ale v krátké minihře mezi jednotlivými nocemi zvané "Fun with Plushtrap" (zábava s Plushtrapem). Při ní se hráč ocitne v chodbě a na bílé židli před ním sedí Plushtrap. Může se pohybovat pouze když na něj hráč nesvítí baterkou. Hráč má za úkol světlem ho zastavit na bílém ‚X‘ kousek před Hráčovou postavou. Hra je časově omezena. Jestliže hráč svítí na Plushtrapa moc často, Plushtrap zmizí. Jestliže však hráč nesvítí vůbec, udělá na něj Plushtrap jumpscare.
Jestliže se hráči podaří umístit Plushtrapa na ‚X‘, následující noc poté začíná o dvě hodiny později a je tím pádem dlouhá pouze čtyři hodiny (2-6 ráno).

#### Nightmare Ballon Boy
Je zohavenou verzí Ballon Boye z druhého dílu. Chybí mu krk, jeho čelisti jsou tak 360° široké. Stejně jako Plushtrap, objevuje se pouze v minihře zvané tentokrát "Fun with Ballon Boy" (zábava s Ballon Boyem). Tato minihra zastupuje tu Plushtrapovu a přirozeně se objevuje pouze v halloweenském updatu. "Fun with Ballon Boy" si lze zahrát i mimo halloween v "Extras" (oddělení hlavního menu), ale toto nebude mít na hru žádný efekt.

### Jack-O-Animatronici
Jack-O-Animatronici se objevují pouze v halloweenském updatu.

#### Jack-O-Bonnie
V Halloweenské verzi je Nightmare Bonnie žlutý a z jeho úst vychází záře, avšak styl útoku a pohybu se nemění. Chodí levými dveřmi. Jack- O-Bonnie umí zhasnout světlo.

#### Jack-O-Chica
V halloweenské verzi je žlutá a její vnitřek září. Útočí stejně, ale místo cupcake má dýni, která útočí stejně jako cupcake. Jack- O-Chica stejně jako Jack-O-Bonnie umí zhasout světlo

## Minihry
V tomto díle mají naznačovat příběh, který se odehrál pět dní před narozeninovou oslavou hráčovy postavy. V každé minihře ovládáte stejnou postavu; malého ubrečeného chlapce.

### 5 dní do oslavy
Objeví se plyšák Fredbeara ve tmě. ozývá se zde hluboký smích. Plyšový Fredbear řekne: "What did he do this time? He locked you in your room again. Don't be scared. I am here with you." (česky: "Co zase udělal? Znovu tě zamknul ve tvém pokoji. Neboj, jsem tu s tebou."). poté se objeví chlapec zamčený ve svém pokoji se svými plyšáky; Freddym, Chicou, Bonniem, Foxym bez hlavy a Fredbearem, který sedí na posteli. Poté, co se chlapec pokusí bušit na dveře a získat pomoc, rozpláče se a lehne si na zem. Fredbear mu oznámí: "Tomorrow is another day" ("Zítra je taky den)".

### 4 dny do oslavy
Chlapec se nachází na stejném místě jako v předchozí minihře, ale jsou zde otevřené dveře. [Fredbear]: "You know he is hiding again. You won't stop until you find him. ("Ty víš, že se zase schovává. Nemůžeš přestat do té doby, než jej najdeš.)" Když chlapec odchází z pokoje Fredbear dodá: "Over there". ("Támhle.)". Další místnost je chodba se starými kyvadlovými hodinami, na kterých sedí zase Fredbear. Napravo se nachází růžově zařízený pokoj a na zemi se válí zmenšenina Mangle. Levá místnost je obývací pokoj s oranžovým kobercem, gaučem a televizí. Když k televizi chlapec přijde, vyděsí jej jeho bratr s Foxyho maskou, který se za ní schovával. Chlapec se zase rozbrečí a Fredbear zase oznámí: "Tomorrow is another day."
Fredbeara může hráč zpozorovat i ve všech dalších minihrách.

### 3 dny do oslavy
Chlapec se nachází v pizzerii Fredbear's Family Diner s ozdobami a balónky, kde pláče schovaný pod stolem. [Fredbear]: "He left without you. He knows you hate it here. You are right beside the exit. If you run you can make it. Try, run toward the exit (Odešel bez tebe. Ví, že to tu nesnášíš. Jsi hned u východu. Když poběžíš, zvládneš to. Zkus běžet k východu)". Jestliže chlapec půjde nesprávným směrem (pro pozorovatele doleva) řekne Fredbear: "Don't you remember what you saw? The exit is the other way! Hurry and leave. (Nepamatuješ si, co jsi viděl? Východ je opačným směrem! Pospěš si a odejdi.)". Když jde chlapec správným směrem (doprava), cestu mu zastoupí člověk ve Fredbearově obleku. Fredbear (plyšák) řekne: "It's too late. Hurry the other way and find someone who will help! You know what will happen if he catches you! (Je pozdě. Rychle jiným směrem a najdi někoho, kdo pomůže! Ty víš, co se stane, když tě chytí)!" Hráč je nucen změnit směr. V místnosti nalevo se za jedním ze stolů nacházejí stíny dvou animatroniků (Fredbear a Spring Bonnie). [Plyšový Fredbear]: "You can find help if you can get past them. You after be strong (Můžeš najít pomoc, pokud je obejdeš. Pak budeš silný)". Hned poté se tam objeví osoba v obleku Fredbeara jako v předchozí místnosti, chlapec si lehne pod stůl a začne brečet. "Tomorow is another day" Oznámí Fredbear. 
Kdyby se hráč těsně před tím vrátil do předchozí místnosti, uvidí jak za předtím zavřenými červenými dveřmi pomáhá Purple guy jinému muži obléct se do kostýmu Spring Bonnieho.

### 2 dny do oslavy
Chlapec se nachází znovu pod stolem jako v předchozí minihře. [Fredbear]: "He hates you. You have to get up. You can get out this time, but you have to hurry. (Nesnáší tě. Musíš vstát. Teď už se můžeš dostat ven, ale musíš si pospíšit)." Chlapec vyjde ven na ulici, kde potkává dalších pět dětí. Jejich vyprávění je důležité pro odkrytí příběhu hry. Po osmi navštívených lokacích dojde domů. [Fredbear]: "Be careful (Buď opatrný)." Když chlapec přijde do svého pokoje, vystraší ho jeho bratr s maskou Foxyho schovaný pod postelí. Chlapec se rozbrečí. Fredbear oznamuje: "Tomorrow is another day."

### 1 den do oslavy
Chlapec je zavřený v místnosti na náhradní díly a prosí o pomoc. Pak začne brečet na zemi. Plyšový Fredbear se v této místnosti nenachází

### 0 dní do oslavy
Chlapec se nachází před červenými dveřmi v restauraci a okolo něj jsou další tři chlapci v maskách animatroniků z první hry s chlapcovým bratrem. Kluci vymýšlí, co by mohli chlapci udělat. Odnesou jej k pódiu, kde stojí Fredbear a Spring Bonnie. Nakonec bratr řekne: "Hey guys, I think the little man said he wants to give Fredbear a big kiss (Hej kluci, myslím že tenhle malej chlapík říkal, že chce dát Fredbearovi velkou pusu)!" Kluci strčí chlapcovu hlavu do tlamy Fredbeara a ten po chvíli jeho hlavu kousnutím rozdrtí. Plyšový Fredbear se zde nenachází.

### Závěrečná minihra
Chlapec se nachází na tmavém místě se svými hračkami a slyší bratrův (Michaelův) hlas: "Can you hear me? I don't know if you hear me. I'm sorry (Slyšíš mě? Nevím jestli mne slyšíš. Omlouvám se)." spustí se dojemná klavirní hudba. Michael pokračuje: "You're broken. We are still your friends. Did you still believe that? I am still here. I will put you back together (Jsi rozbitý. Jsme stále tví přátelé. Věříš tomu pořád? Jsem stále tady. Dám tě zpátky dohromady)." Všichni postupně zmizí. Když mizí i chlapec ozývá se zvuk pískání nemocničního přístroje pro měření pulsu.